# Kaczucza
Kaczucza (hiszp. Cachucha) – żywy hiszpański taniec ludowy z towarzystwem kastanietów, w metrum 3/4.